# Trossos del Molí del Plomall

Els Trossos del Molí del Plomall, respecte del terme d'Abella de la Conca

Els Trossos del Molí del Plomall és un indret del terme municipal d'Abella de la Conca, al Pallars Jussà, en territori de Bóixols.
Són uns camps de conreu situats a tots dos costats del Rialb a migdia del Molí del Plomall.

## Etimologia
El terme tros significa, en moltes contrades agrícoles catalanes, una terra de conreu situada més o menys lluny del lloc de residència dels seus propietaris o parcers, que té unes característiques que l'individualitzen dels altres camps de conreu propers (per exemple, aquesta mateixa propietat o dependència). La segona part del topònim, del Molí del Plomall indica la relació d'aquestes terres amb el proper Molí del Plomall.